# Werner Sundermann
Werner Sundermann(Thale, 22 de diciembre de 1935-Berlín, 12 de octubre de 2012) fue un filósofo e iranólogo alemán. Lo recordamos por su aporte a la filología de las lenguas iraníes y por su estudio del maniqueísmo. En particular, descubrió la etimología exacta del término tayiko que, según él, proviene de una pronunciación parta de la palabra árabe “Ṭāya” (siríaco: “Ṭayāyē”).  

## Biografía
Estudió iranología en la Universidad Humboldt de Berlín donde se doctoró en 1963 con su tesis “La legitimación del gobernante sasánida y sus condiciones”. No quiso entrar en el Partido Socialista Unificado de Alemania y trabajó en el grupo de investigación Turfan de la Academia de Ciencias de la RDA. 
En 1985, Sundermann se convirtió en miembro del Istituto italiano per il Medio ed Estremo Oriente en Roma, en 1988 en miembro correspondiente de la Academia de Ciencias de Renania del Norte-Westfalia y en 1989 en miembro extranjero de la Academia Danesa de Ciencias
Tras el cambio político en la RDA, en 1990 se convirtió en miembro de la Academia Europæa y profesor honorario de la Universidad Humboldt. En 1991 fue elegido miembro correspondiente de la Academia Británica. Desde 1992, Sundermann fue profesor honorario de la Universidad Libre de Berlín y desde 1993 director del grupo de investigación Turfan.
Sundermann fue un miembro extraordinario de la Academia de Ciencias de Berlín-Brandeburgo. Desde 2003 era también miembro correspondiente de la Academia de Ciencias de Baviera. En 1994 se le concedió un doctorado honorario de la Universidad de Bolonia.